# Pla de Bages

Weinbaugebiete in Katalonien

Die hügelige Landschaft und das Weinbaugebiet Pla de Bages (deutsch etwa: ‚Ebene von Bages‘) befinden sich in der nahezu von allen Seiten von Bergen umgebenen geographischen Mitte Kataloniens. Die Denominació d’Origen (D.O.), zu der etwa 90 Weinbauern in 26 Gemeinden gehören, wurde erst im Jahr 1995 ins Leben gerufen – im Jahr 2010 produzierte man ca. 7500 Hektoliter.

## Lage
Pla de Bages entspricht weitgehend der Fläche der Comarca Bages. Es ist die kleinste Weinregion Kataloniens mit nur etwa 500 Hektar Anbaufläche und teilt sich auf in die Gebiete Pla de Bages mit einer mittleren Höhenlage von 200 bis 300 Metern und Alt Bages mit einer durchschnittlichen Höhe von über 500 Metern ü. d. M. Der Riu Llobregat und sein Nebenfluss Riu Cardener durchziehen die Landschaft. Die Stadt Manresa liegt etwa in der geographischen Mitte; hier befindet sich auch ein Informationszentrum zu den Weinen der Region – die Casa de la Culla.

## Geschichte
Nach der Eroberung der Iberischen Halbinsel im 2. und 1. Jahrhundert v. Chr. kontrollierten die Römer bis in die Spätantike hinein auch das heutige Katalonien, das zur Provinz Tarraconensis gehörte. Dort wo Römer siedelten, bauten sie auch Wein an – gemäß einer mittelalterlichen Urkunde leitet sich die Bezeichnung ‚Bages‘ vom römischen Weingott Bacchus ab.

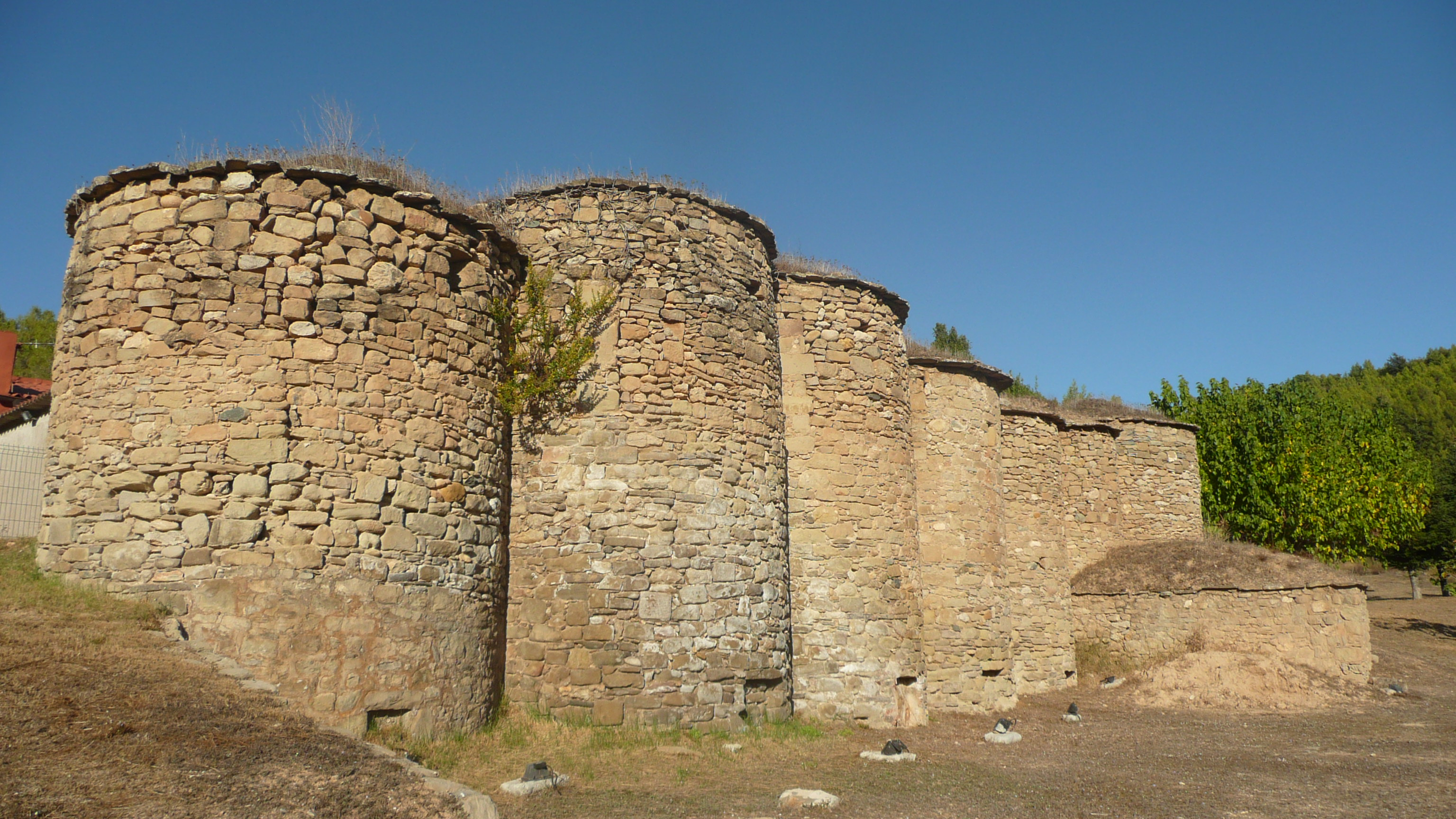
Kelterbottiche (tines oder lagares) von Tres Salts bei Talamanca

Später gehörte die Region zum Westgotenreich und etwa ab dem Jahr 714 zu Al-Andalus. Die Rückeroberung (reconquista) durch die Grafen von Barcelona erfolgte bereits im 9. Jahrhundert. Im Mittelalter waren die Klöster Santa Maria de l’Estany im Norden, Sant Benet de Bages bei Manresa und das im Süden der Region gelegene Santa Maria de Montserrat von großer kultureller und wirtschaftlicher Bedeutung – beide benötigten nicht unbedeutende Mengen an Wein für die täglichen Messfeiern und die Mahlzeiten der Mönche. Im ausgehenden 18. und frühen 19. Jahrhundert wurden weite Ländereien ausschließlich mit Wein bewirtschaftet, doch hatte diese Monokultur äußerst negative Folgen während der Reblauskrise. Ende des 19. Jahrhunderts kam der Weinbau in der Region ganz zum Erliegen.

## Besonderheiten

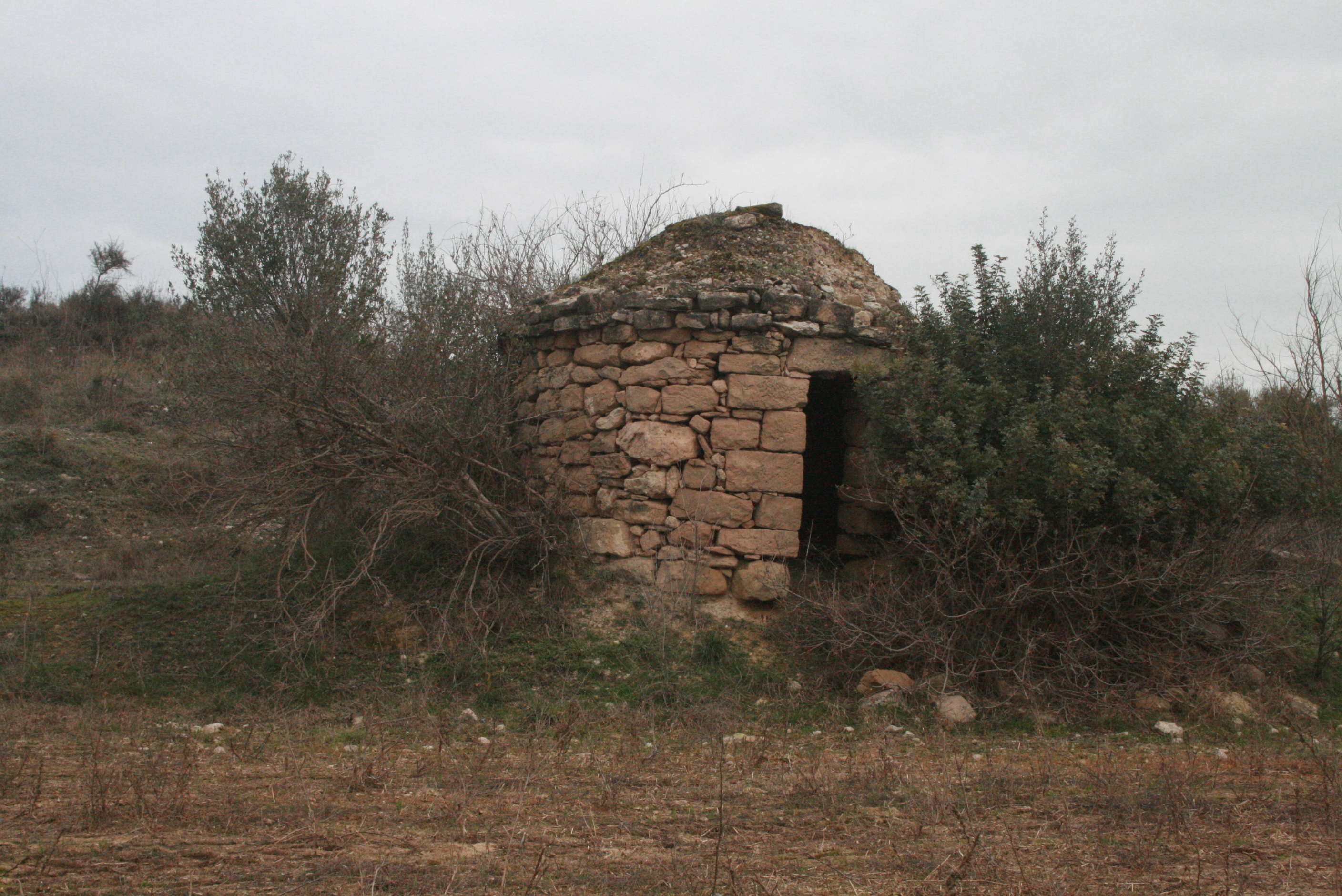
Schutzhütte (barraca) aus Trockenmauerwerk bei Manresa

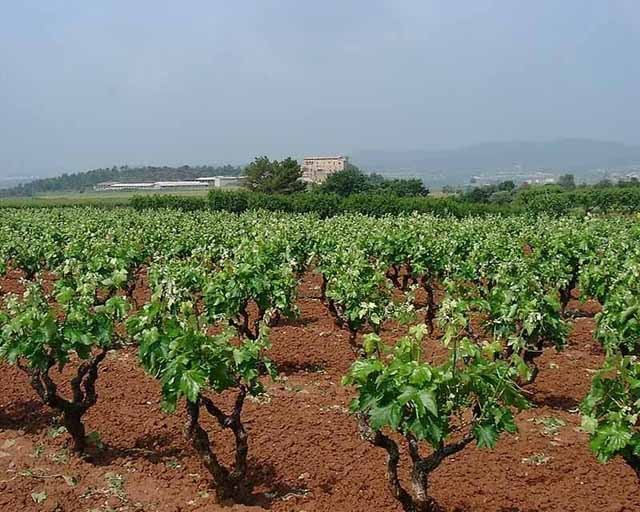
Weinfeld bei Artés

Architektonische Besonderheiten der Weinregion Pla de Bages sind die am Rand ehemaliger Weinfelder (vinyes) gelegenen und im Innern mit Steingutkacheln ausgekleideten Kelterhäuschen bzw. -bottiche (tines oder lagares). Sie stammen zumeist aus der ersten Hälfte des 19. Jahrhunderts und dienten der schnellen Weiterverarbeitung (Kelterung und Gärung) der gelesenen Trauben. (→ Weblink)
Darüber hinaus existieren noch etliche Steinhütten (barracas) aus Trockenmauerwerk, in denen sich kurz vor und während der Weinlese Wächter aufhielten um ungebetene Gäste (Vogelschwärme, Wildschweine, Diebe) zu verjagen. Diese noch im 19. Jahrhundert gebauten fensterlosen Hütten waren meist rund, seltener auch quadratisch, und hatten Dächer aus Stroh, Grasbüscheln, Schilf oder Steinschindeln (lloses).

## Rebsorten
Im Weinbaugebiet Pla de Bages werden verschiedene Rebsorten angebaut, die üblicherweise miteinander verschnitten werden.
RotweinTempranillo (auch Ull de Lebre genannt), Merlot, Sumoll, Cabernet Franc, Cabernet Sauvignon, Grenache, Malbec, Pinot Noir und Syrah
WeißweinMacabeo, Parellada, Chardonnay, Sauvignon Blanc, Gewürztraminer und darüber hinaus die ehemals regional sehr bedeutende Weinsorte Picapoll